# Šarlince (Doljevac)
Pour les articles homonymes, voir Šarlince.
Šarlince (en serbe cyrillique : Шарлинце) est un village de Serbie situé dans la municipalité de Doljevac, district de Nišava. Au recensement de 2011, il comptait 860 habitants.

## Démographie
| 1948 | 1953 | 1961  | 1971 | 1981 | 1991 | 2002 | 2011 |
| ---- | ---- | ----- | ---- | ---- | ---- | ---- | ---- |
| 895  | 953  | 1 010 | 958  | 990  | 988  | 906  | 860  |

|  |